# Dollgowsee
Der Dollgowsee ist ein Natursee im Norden Brandenburgs am südlichen Rand der Mecklenburgischen Seenplatte.

## Name
Der Name leitet sich von der altpolabischen Wurzel *Dolg- für 'Langer (See)’' ab. Die Endung -ow ist in Analogie zu anderen Ortsnamen mit -ow nachträglich angefügt.

## Geographie
Der See ist Teil des Rheinsberger Seengebiets und liegt zwischen Zechlinerhütte und Kagar. Der See wird vom Mühlbach (auch Kagarbach genannt) durchflossen, der vom Braminsee über den Kagarsee kommend in den See mündet. Über den schiffbaren Dollgowkanal ist der See mit dem Schlabornsee verbunden.
Der Dollgowsee ist Bestandteil der Rheinsberger Gewässer, einer sog. sonstigen Binnenwasserstraße des Bundes. Zuständig ist das Wasserstraßen- und Schifffahrtsamt Oder-Havel.

## Flora und Fauna
Im See findet man Aale, Barsch, Brasse, Güster, Hecht, Karpfen, Rotauge, Rotfeder, Schlei, Ukelei und Zander.

## Nutzung
Der See ist beliebtes Anglergebiet und wird auch von einem Berufsfischer befischt. Der See und seine Nachbargewässer werden auch touristisch von Wassersportlern genutzt, insbesondere für Bootstouren und Kanusport. Der See ist Kern des FFH-Gebiets „Dollgowsee“, das im Naturpark Stechlin-Ruppiner Land liegt.